# Historisches Nationalmuseum (Albanien)

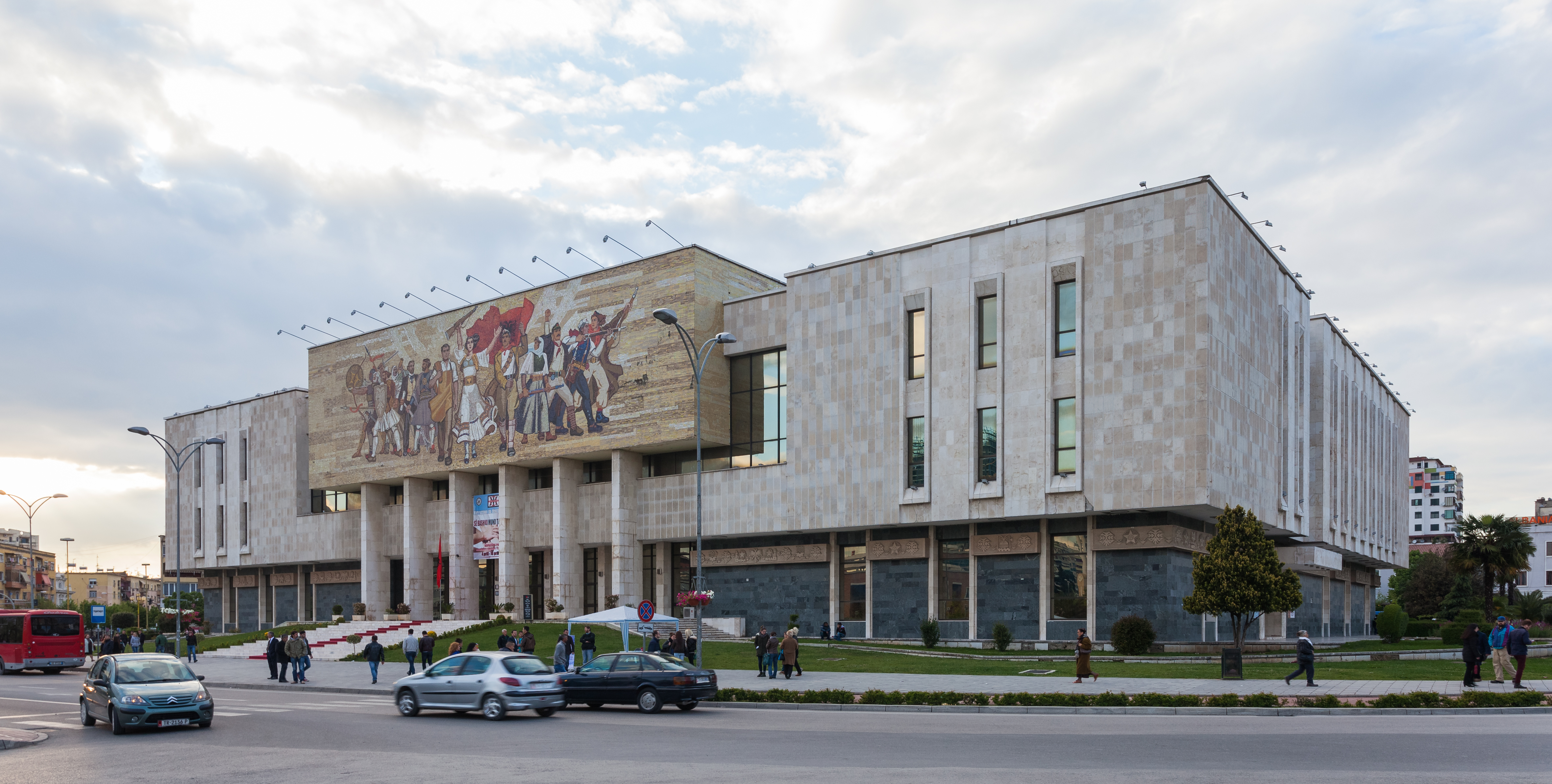
Nationalmuseum (2014)

Das Historische Nationalmuseum (albanisch Muzeu Historik Kombëtar) in der albanischen Hauptstadt Tirana ist das landesweit größte Museum. Im Jahr 2012 wurden 1.037.589 inländische und 9668 ausländische Besucher gezählt.
Das Museum wurde am 28. Oktober 1981 eröffnet. Es erforderte den Abriss des 1930 erbauten Rathauses der Stadt. Der Bau schließt den zentralen Skanderbeg-Platz im Nordwesten ab. Die Hauptfassade wird von einem großen Mosaik geprägt. 2007 wurde das Gebäude zum Kulturdenkmal erklärt.
Von 2024 bis voraussichtlich März 2028 ist das Museum wegen Umbauarbeiten geschlossen.

## Sammlung

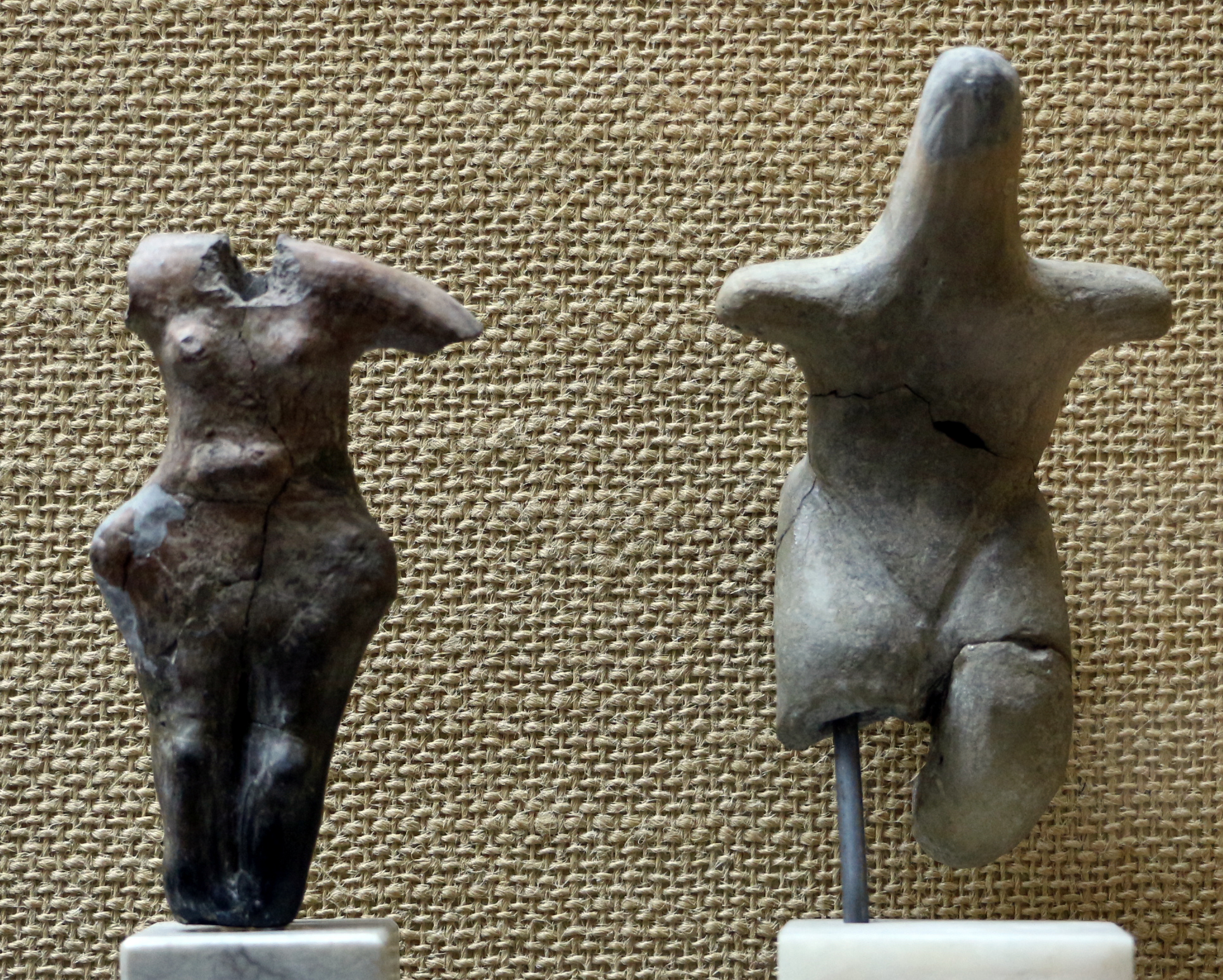
Ausgestellte Funde aus dem 4. Jahrtausend v. Chr.

Das Museum beherbergt 4750 gesammelte Objekte folgender Epochen und Themen:
- Antike (400 Objekte, darunter Die Schöne aus Durrës)
- Mittelalter (300 Objekte)
- Albanische Nationalbewegung
- Ikonographie (65 Ikonen)
- Kultur Albaniens
- Albanischer Widerstand im Zweiten Weltkrieg
- Antifaschismus (220 Objekte)
- Massenmord unter der kommunistischen Herrschaft (136 Objekte)
- Volkskunde (250 Objekte)

## Ausstellung der Artefakte Skanderbegs 2012/13
Zwischen dem 19. November 2012 und dem 13. Januar 2013 waren im Museum einige Artefakte Skanderbegs ausgestellt, die vom Kunsthistorischen Museum in Wien dem Historischen Nationalmuseum anlässlich des 100. Jubiläums der Unabhängigkeit Albaniens ausgeliehen wurden. Unter anderem waren der mutmaßliche Helm des Skanderbeg zu besichtigen. Während der zweimonatigen Ausstellung besuchten etwa 1,7 Millionen Menschen das Museum. Allein am 28. November 2012, dem 100. Nationalfeiertag, waren es um die 400.000 Besucher.

## Mosaik
Das Mosaik über dem Haupteingang des Museums wird Shqipëria (deutsch Albanien) genannt und ist das bekannteste im Stil des sozialistischen Realismus geschaffene Kunstwerk Albaniens. Es ist rund elf Meter hoch und 40 Meter lang, insgesamt ni. Immt es eine Fläche von 440 m² ein. Es wurde von den fünf Künstlern Aleksandër Filipi, Agim Nebiu, Josif Droboniku, Anastas Kostandini und Vilson Kilica geschaffen. Die einzelnen, in Beton eingelegten Steine haben eine Kantenlänge von rund zwei bis drei Zentimeter.
Das Mosaik zeigt Personen, die verschiedene Phasen der Geschichte des albanischen Volks repräsentieren. Die insgesamt 13 Personen sind nebeneinander angeordnet, wobei die drei zentralen Figuren deutlich größer sind und die äußeren Personen jeweils etwas versetzt hinter denjenigen davor stehen. Von links sind die folgenden Figuren dargestellt:
- Illyrische Krieger
- Türkenkämpfer aus der Zeit Skanderbegs
- Naim Frashëri
- ein albanischer Kämpfer der Rilindja-Zeit in Volkstracht
- ein kommunistischer Arbeiter
- Mutter Albanien in Form einer jungen Frau in Volkstracht mit Gewehr als zentrale Figur der Komposition; sie erinnert an die französische Marianne auf Eugène Delacroixs Gemälde „Die Freiheit führt das Volk“
- fünf weitere kommunistische Partisanen beiderlei Geschlechts aus dem Zweiten Weltkrieg auf der rechten Seite.[8]

Das Mosaik interpretiert die Geschichte der Albaner als andauernden Kampf gegen alles, wobei vor allem dem „nationalen Befreiungskampf“ während des Zweiten Weltkriegs eine große Bedeutung gegeben wird.

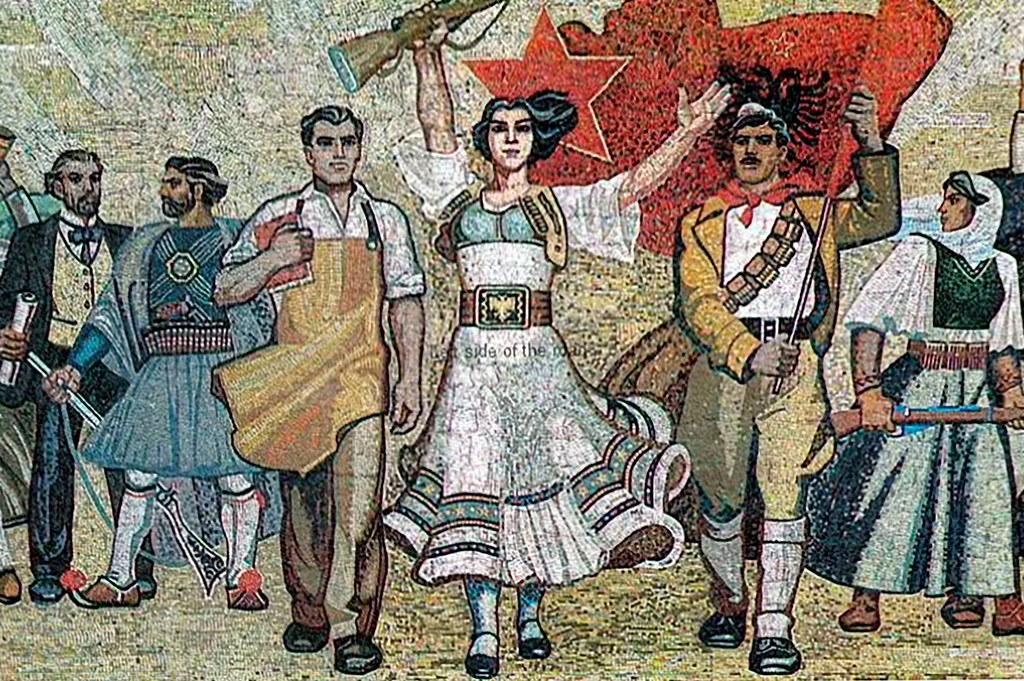
Das Mosaik Shqiptarët (Die Albaner) im Original von 1980

Das 1980 geschaffene Kunstwerk wurde Anfang der 90er Jahre abgeändert: Ein großer Roter Stern, der oberhalb des Kopfs der zentralen Frauenfigur prangte, und ein kleiner roter Stern über den Köpfen des Doppeladlers der albanischen Flagge wurden entfernt. Dagegen durften die Partisanen den roten Stern auf ihrer Kopfbedeckung behalten. Die männliche Figur links neben der zentralen Frau hielt ursprünglich ein Buch in seiner rechten Hand, das dann durch einen leeren Sack (sic!) ersetzt wurde.